# Oxid rutheničitý
Oxid rutheničitý (RuO2) je sloučeninou kyslíku s rutheniem, které v něm má oxidační číslo IV. Je amfoterní. Je to nejběžnější oxid ruthenia, jde o černomodrou pevnou látku, která krystaluje ve struktuře rutilu. Využívá se jako katalyzátor při elektrolytické výrobě chloru, oxidů chloru a kyslíku.

## Příprava
Běžně se připravuje oxidací chloridu ruthenitého. Téměř stechiometrické monokrystaly RuO2 lze připravit chemickým transportem v plynné fázi s kyslíkem jako transportním plynem:
RuO2 + O2 ⇌ RuO4
Tenké filmy oxidu rutheničitého je možno připravit pomocí CVD z těkavých prekurzorů.
Lze jej připravit i přímou oxidací kovového ruthenia kyslíkem za teploty 1000 °C.

## Využití
Oxid rutheničitý se využívá jako katalyzátor, např. při výrobě chloru z chlorovodíku, při Fischerově-Tropschově syntéze nebo v Haberově-Boschově procesu.
RuO2 se využívá jako povrchová úprava titanových anod pro elektrolytickou výrobu chlóru a pro výrobu rezistorů nebo integrovaných obvodů. Tyto rezistory lze také využít jako citlivé senzory pro teploty v rozsahu 0.02 - 4 K. Díky velké schopnosti přenosu náboje se využívají v superkondenzátorech. Ve vodném roztoku vykazuje vysokou kapacitu pro ukládání elektrického náboje.